# Leitersdorf im Raabtal
Leitersdorf im Raabtal là một đô thị trong huyện Feldbach trong bang Steiermark, nước Áo. Đô thị Leitersdorf im Raabtal có diện tích 4,8 km², dân số cuối năm 2005 là 614 người.